# Гампелен
Гампелен (нем. Gampelen) — коммуна в Швейцарии, в кантоне Берн.
Входит в состав округа Эрлах. Население составляет 769 человек (на 1 января 2007 года). Официальный код — 0495.